# 튀르키예 리라
튀르키예 리라(튀르키예어: Türk lirası; 기호: ₺; 코드: TRY; 보통 TL로 축약함)는 튀르키예와 자칭 북키프로스 튀르크 공화국의 통화이다.

## 역사

### 첫 번째 리라 (1923–2005)
리라는 튀르키예 쿠루시(kuruş)를 대체하면서 주요 통화로 자리잡았으며 쿠루쉬는 100 쿠루쉬 = 1 리라의 비율로 리라의 보조단위로서 계속 유통되었다. 파라(para)도 또한 계속 쓰여 40 파라 = 1 쿠루쉬의 비율로 쓰였다. 1930년대까지, 튀르키예의 동전과 지폐에 아랍어가 쓰였는데 파라는 پاره, 쿠루쉬는 غروش, 리라는 ليرا 로 쓰였다("튀르키예 리라"는 تورك ليراسي 로 쓰임). 유럽어족에서, 쿠루쉬는 피아스터(piastre)로 불렸으며 리라는 프랑스어로 livre라 불렸다.
1844년에서 1881년 사이, 리라는 1 리라 = 순금 6.61519 그램 = 순은(純銀) 99.8292 그램의 비율로 복본위제를 했다. 1881년, 금본위제가 채택되면서 1914년까지 계속되었다. 제1차 세계 대전이 끝나면서 튀르키예는 사실상 금본위제에서 벗어났으며, 1920년대 초반 당시 골드 리라의 가치는 지폐로 약 9 리라였다.
영국 파운드와 프랑스 프랑에 페그제를 취하다 2.8 리라= 1 미국 달러의 가치가 1946년 정해져 1960년까지 유지됐다. 후에 리라의 화폐가치 절하로 1 달러 = 9 리라가 된다. 태환 시리즈인 1970년부터, 리라의 가치가 하락했기 때문에 그 뒤 달러에 고정한 것이 약세 영향을 미쳤다.
튀르키예에서 만성 인플레이션을 1970년대부터 1990년대까지 경험했기 때문에, 리라는 가치의 심각한 하락을 경험했다. 튀르키예는 선진국에 비해 높은 인플레이션율을 가졌었으나 초인플레이션으로 피해를 입지는 않았다. 1960년대 말에 미국 1 달러는 평균 9 리라에서 거래되었으나, 2001년 말에 리라화는 1 미국 달러당 거의 165만 리라에 거래되기에 이르렀다. 이것은 연간 평균 인플레이션율이 약 38%라는 것을 나타냈다. 국무총리인 레제프 타이이프 에르도안은 이 문제를 "국가적 망신"이라고 불렀었다.
- 1960년대 — 1 미국 달러 = 9 리라
- 1970 – 1 미국 달러 = 11.3 튀르키예 리라
- 1975 – 1 미국 달러 = 14.4 튀르키예 리라
- 1980 – 1 미국 달러 = 80 튀르키예 리라
- 1985 – 1 미국 달러 = 500 튀르키예 리라
- 1990 – 1 미국 달러 = 2,500 튀르키예 리라
- 1995 – 1 미국 달러 = 43,000 튀르키예 리라
- 2000 – 1 미국 달러 = 620,000 튀르키예 리라
- 2005 – 1 미국 달러 = 1,350,000 튀르키예 리라[4][5]

《기네스 세계 기록》(Guinness World Records)에서 튀르키예 리라는 세계에서 가장 가치가 낮은 화폐 단위로 1995년과 1996년, 그리고 1999년에서 2004년까지 다시 랭크되었다. 리라는 2005년의 평가 절상 전까지 1 오리지널 골드 리라 동전은 약 154,400,000 리라에 팔릴 수 있었을 만큼 가치가 떨어졌다.

### 두 번째 리라 (2005–현재)
2003년 12월 말, 튀르키예 대국민 의회는 리라에서 6개의 0을 제거하는 것과 새로운 화폐의 창설을 허가하는 법이 가결되었다. 새로운 리라는 (2005년 말까지 유통에서 유효했던) 이전의 리라를 1 두 번째 리라(ISO 4217 부호 "TRY") = 1,000,000 첫 번째 리라 (ISO 4217 부호 "TRL")의 비율로 대체하면서 2005년 1월 1일에 도입되었다. 튀르키예 리라의 재평가와 함께, 루마니아 레우(2005년 7월에 또한 재평가됨)는 세계에서 가장 가치가 낮은 화폐 단위로 남게 됐다.
과도기인 2005년 1월에서 2008년 12월 31일 사이, 두 번째 리라는 공식적으로 "Yeni Türk Lirası"(신 튀르키예 리라)로 불렸다. 두 번째 리라는 공식적으로 "YTL"로 줄여 쓰였고 1 리라는 100 "신 쿠루쉬"(yeni kuruş)로 나뉘었다. 2009년 1월 1일의 영향과 함께, "신"(新)이라는 단어는 두 번째 리라에서 제거되었고, 그것의 공식 이름은 그저 다시 "리라"로 되었다. 약칭은 "TL"이다.

## 동전

### 첫 번째 리라

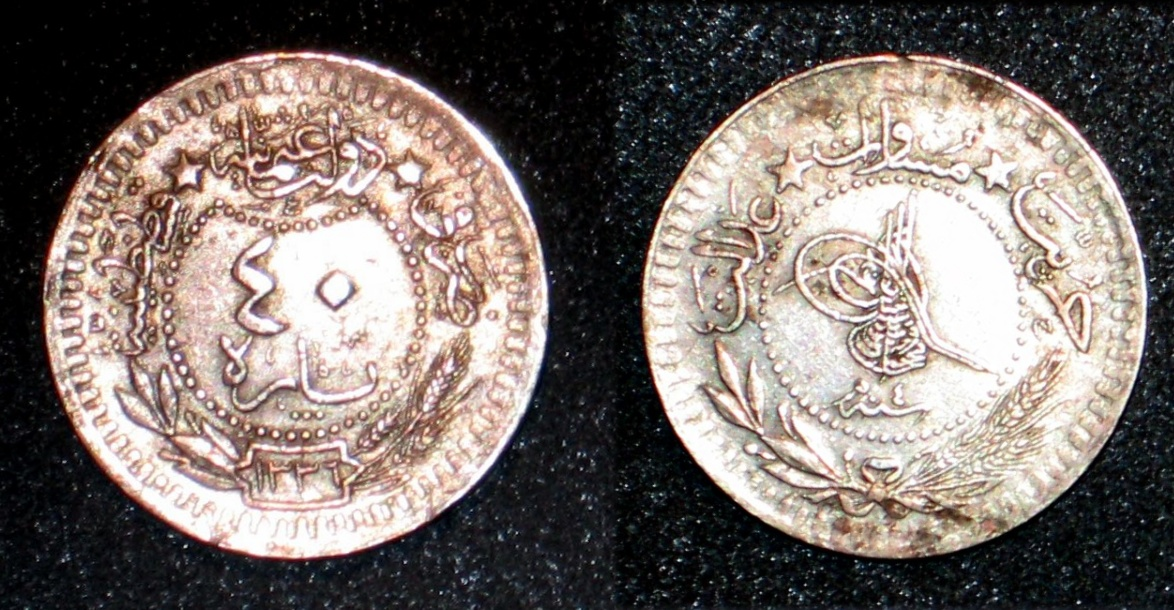
40 리라 동전(1918)

1844년에서 1855년 사이, 동전은 1, 5, 10, 20, 40 파라(para), ½, 1, 2, 5, 10, 20 쿠루쉬(Kuruş), ¼, ½, 1, 2½, 5 리라의 종류로 도입되었다. 파라는 구리, 쿠루쉬는 은, 리라는 금으로 주조됐다. 1 파라는 1859년에 중단되었고, 고액 구리 동전들은 1863년에서 1879년 사이에 제조가 중지되었다. 1899년, 금과 은이 들어간 합금으로 만들어진 5, 10 파라가 도입되었고, 이어서 니켈 5, 10, 20, 40 쿠루쉬는 1910년에 도입되었다. 은과 금으로 만들어진 경화(硬貨)는 제1차 세계 대전의 결과로 제조를 중지했다.
1922년과 1923년, 알루미늄 청동 100 파라, 5, 10 쿠루쉬, 니켈 25 쿠루쉬로 구성되어 있는 새로운 화폐 제도가 도입되었다. 이 동전들은 아랍어 문자로 비문(碑文)이 있는 마지막 튀르키예의 동전들이었다.
1934년, 은화 100 쿠루쉬 동전이 주조되었고, 이어서 이듬해 백동 1, 5, 10 쿠루쉬, 은화 25, 50 쿠루쉬, 1 리라로 구성되어 있는 새로운 화폐 제도가 주조되었다. "파라"라는 이름을 가진 마지막 동전인 알루미늄 청동 10 파라 동전은 1940년에서 1942년에 발행되었다. 니켈 황동은 25 쿠루쉬 은화를 1944년에 대체했고, 황동 1, 2½, 5, 10, 25 쿠루쉬는 1947년에서 1949년에 도입되었다. 은화 50 쿠루쉬와 1 리라는 1948년에 중단되었고, 백동 1 리라는 1957년에 발행했다.
1958년에서 1963년 사이, 청동 1, 5, 10 쿠루쉬, 강철 25 쿠루쉬, 1, 2½ 리라가 도입되었고, 이어서 강철 50 쿠루쉬와 5 리라는 1971년과 1974년에 각각 도입되었다. 이 동전들은 1980년까지 발행되었다.
1981년, 인플레이션이 속도를 얻으면서, 알루미늄 1, 5, 10 리라 동전이 도입되었다. 고액 동전도 이어서 도입되었다. 20, 50, 100 리라는 1984년, 25 리라는 1985년, 500 리라는 1988년, 1000 리라는 1990년, 2500 리라는 1991년, 5000 리라는 1992년, 10,000 리라는 1994년, 25,000 리라는 1995년, 50,000, 100,000 리라는 1999년, 250,000 리라는 2002년에 각각 도입되었다.

### 두 번째 리라

#### 2005–2008년
과도기인 2005년 2005년 1월 1일에서 2008년 12월 31일 사이, 두 번째 리라는 튀르키예에서 공식적으로 "신 리라"(New Lira)로 불렸다. 동전은 2005년에 1, 5, 10, 25, 50 신(yeni) 쿠루쉬, 1 신(예니) 리라의 종류로 도입되었다. 신 1 쿠루쉬는 황동으로 주조되었고 5, 10, 25 쿠루쉬는 백동, 그리고 신 50 쿠루쉬와 신 1 리라는 바이메탈로 주조되었다. 모든 동전은 무스타파 케말 아라튀르크의 초상화를 나타낸다.
한편, 신 50 쿠루쉬와 신 1 리라 새 동전은 각각 €1와 €2 동전과 상당히 닮아 있다. (YTL 1 동전과 €2 동전 비교 사진을 에서 보시오.) 이것은 유로존에서 혼란을 일으킬 수 있다. 이러한 유사성으로 인해 유로존 내의 몇몇 자동 판매기들(특히 공항)에 문제가 일어나기도 했다. 이들은 신 1 리라 동전을 €2 동전으로 인식했던 것이다. 2020년 환율로 대략 1리라 150원, 1유로 1300원 잡아도 지난시기 500원과 500엔 사태처럼 €2가 9배의 가치를 가지고 있기 때문에, 문제를 일으킨 자동 판매기들은 할 수 없이 소유자들의 돈으로 업그레이드를 받아야만 했다.

#### 2009년-
2009년 1월 1일부터 효력과 함께, "신"(新)이라는 단어는 두 번째 리라에서 제거되었고, 튀르키예에서 두 번째 리라의 공식 이름은 단지 "리라"가 다시 돼가는 중이다. 따라서, 새로운 동전은 "예니"(yeni)라는 단어 없이 1, 5, 10, 25, 50 쿠루쉬(kuruş), 1 리라의 종류로 도입되었다.
| Current Turkish lira coins 보관됨 2012-11-25 - 웨이백 머신 | Current Turkish lira coins 보관됨 2012-11-25 - 웨이백 머신 | Current Turkish lira coins 보관됨 2012-11-25 - 웨이백 머신 | Current Turkish lira coins 보관됨 2012-11-25 - 웨이백 머신 | Current Turkish lira coins 보관됨 2012-11-25 - 웨이백 머신 | Current Turkish lira coins 보관됨 2012-11-25 - 웨이백 머신 | Current Turkish lira coins 보관됨 2012-11-25 - 웨이백 머신 | Current Turkish lira coins 보관됨 2012-11-25 - 웨이백 머신 | Current Turkish lira coins 보관됨 2012-11-25 - 웨이백 머신 | Current Turkish lira coins 보관됨 2012-11-25 - 웨이백 머신 | Current Turkish lira coins 보관됨 2012-11-25 - 웨이백 머신 | Current Turkish lira coins 보관됨 2012-11-25 - 웨이백 머신 | Current Turkish lira coins 보관됨 2012-11-25 - 웨이백 머신 | Current Turkish lira coins 보관됨 2012-11-25 - 웨이백 머신 | Current Turkish lira coins 보관됨 2012-11-25 - 웨이백 머신 |
| Image                                                      | Image                                                      | Value (kuruş)                                              | Technical parameters                                       | Technical parameters                                       | Technical parameters                                       | Technical parameters                                       | Technical parameters                                       | Description                                                | Description                                                | Description                                                | Description                                                | Date of                                                    | Date of                                                    | Date of                                                    |
| Obverse                                                    | Reverse                                                    | Value (kuruş)                                              | Diameter (mm)                                              | Thickness (mm)                                             | Mass (g)                                                   | Composition                                                | Composition                                                | Edge                                                       | Obverse                                                    | Obverse                                                    | Reverse                                                    | first minting                                              | issue                                                      |                                                            |
| ---------------------------------------------------------- | ---------------------------------------------------------- | ---------------------------------------------------------- | ---------------------------------------------------------- | ---------------------------------------------------------- | ---------------------------------------------------------- | ---------------------------------------------------------- | ---------------------------------------------------------- | ---------------------------------------------------------- | ---------------------------------------------------------- | ---------------------------------------------------------- | ---------------------------------------------------------- | ---------------------------------------------------------- | ---------------------------------------------------------- | ---------------------------------------------------------- |
|                                                            |                                                            | 1                                                          | 16.5                                                       | 1.35                                                       | 2.2                                                        |                                                            | 70% Cu, 30% Zn                                             | Plain                                                      | Value, Crescent-star, year of minting                      | Snowdrop                                                   | "TÜRKİYE CUMHURİYETİ", Mustafa Kemal Atatürk               | 2008                                                       | 1 January 2009                                             |                                                            |
|                                                            |                                                            | 5                                                          | 17.5                                                       | 1.65                                                       | 2.9                                                        | 65% Cu, 18% Ni, 17% Zn                                     | Tree of life                                               | Plain                                                      | Value, Crescent-star, year of minting                      |                                                            | "TÜRKİYE CUMHURİYETİ", Mustafa Kemal Atatürk               | 2008                                                       | 1 January 2009                                             |                                                            |
|                                                            |                                                            | 10                                                         | 18.5                                                       | 1.65                                                       | 3.15                                                       | 65% Cu, 18% Ni, 17% Zn                                     | Rumi motif                                                 | Plain                                                      | Value, Crescent-star, year of minting                      |                                                            | "TÜRKİYE CUMHURİYETİ", Mustafa Kemal Atatürk               | 2008                                                       | 1 January 2009                                             |                                                            |
|                                                            |                                                            | 25                                                         | 20.5                                                       | 1.65                                                       | 4                                                          | 65% Cu, 18% Ni, 17% Zn                                     | Reeded                                                     | Kufic calligraphic                                         | Value, Crescent-star, year of minting                      |                                                            | "TÜRKİYE CUMHURİYETİ", Mustafa Kemal Atatürk               | 2008                                                       | 1 January 2009                                             |                                                            |
|                                                            |                                                            | 50                                                         | 23.85                                                      | 1.9                                                        | 6.8                                                        | Ring: 65% Cu, 18% Ni, 17% Zn Center: 79% Cu, 17% Zn, 4% Ni | Large reeded                                               | Bosphorus Bridge and Istanbul silhouette                   | Value, Crescent-star, year of minting                      |                                                            | "TÜRKİYE CUMHURİYETİ", Mustafa Kemal Atatürk               | 2008                                                       | 1 January 2009                                             |                                                            |
|                                                            |                                                            | 100 (₺1)                                                   | 26.15                                                      | 1.9                                                        | 8.2                                                        | Ring: 79% Cu, 17% Zn, 4% Ni Center: 65% Cu, 18% Ni, 17% Zn | inscribed, T.C. letters and tulip figure                   | Rumi motif                                                 | Value, Crescent-star, year of minting                      |                                                            | "TÜRKİYE CUMHURİYETİ", Mustafa Kemal Atatürk               | 2008                                                       | 1 January 2009                                             |                                                            |

## 지폐

### 도입
본 문서의 이해를 돕기 위한 비자유 그림이 있습니다. 
링크의 파일을 직접 올려 주세요
오스만 제국 은행(Banque Imperiale Ottomane)은 처음으로 카이메(Kaime)라는 지폐를 200 쿠루쉬 단위로 1862년에 발행했다. 지폐에는 튀르키예어와 프랑스어 텍스트를 가지고 있었다. 1873년, 지폐는 1, 2, 5 리라의 종류로 도입되었다. 1876년, 작은 단위 지폐가 1, 5, 10, 20, 50, 100 쿠루쉬의 종류로 도입되었다. 1908년, 50, 100 리라 지폐가 도입되었다.
1912년부터, 재무부가 지폐를 발행했다. 처음에, 지폐는 5, 20 쿠루쉬, ¼,, 1, 5 리라의 종류로 제조되었고 이어서 이듬해 1, 2 쿠루쉬, 2½, 10, 25, 50, 100, 500 리라가 제조되었다. 1000 리라 지폐는 1914년에 도입되었다. 1917년, 카드에 부착되어 있는 형태로 우표 화폐가 5, 10 파라의 종류로 발행되었다.
본 문서의 이해를 돕기 위한 비자유 그림이 있습니다. 
링크의 파일을 직접 올려 주세요

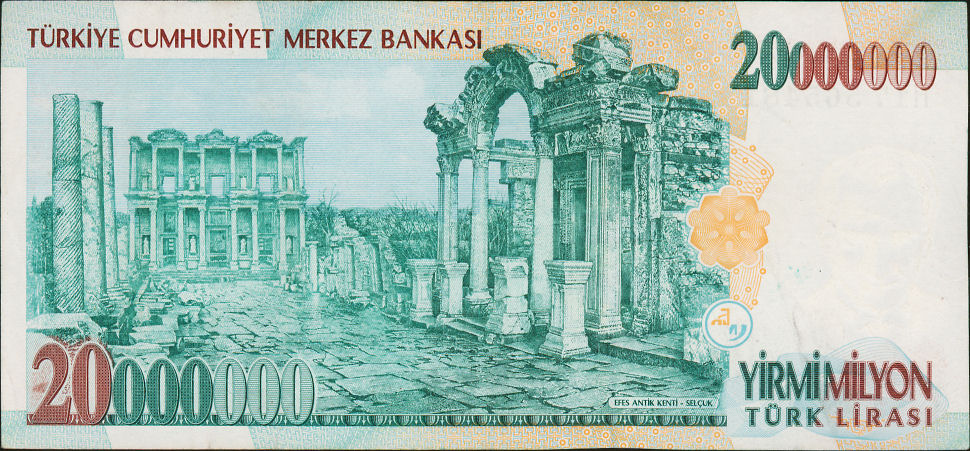
2천만 리라 지폐의 뒷면(신 20 리라로 대체됨)

1926년, 재무부는 튀르키예 공화국의 지폐를 1, 5, 10, 50, 100, 500, 1000 리라의 종류로 도입했다. 이 지폐들은 프랑스어와 튀르키예어(아랍 문자)로 인쇄된 마지막 지폐였다. 각각의 지폐에는 무스타파 케말 아타튀르크의 초상이 새겨졌다.
1937년에서 1939년 사이, 튀르키예 중앙은행은 대통령인 이스메트 이노누(İsmet İnönü)의 초상화가 들어있는 것과 함께 라틴 문자로 쓴 튀르키예어 텍스트가 있는 새 지폐를 도입했다. 이노누 지폐들은 그 당시 분쟁의 원인이 되었다. 2½, 5, 10, 50, 100, 500, 1000 리라의 종류로 발행되었다. 1 리라 지폐는 1942년에 재도입되었고, 이어서 제2차 세계 대전 때문에 나라 안에서 발매하지 못한 50 쿠루쉬 지폐는 1944년에 도입되었다. 이 가장 낮은 지폐들은 전쟁 이후에 동전으로 대체되었다.
아타튀르크는 1950년대 초 이후의 지폐에 다시 나타났다. 2½ 리라 지폐는 1960년에 동전으로 대체되었고 5, 10 리라 지폐가 1974년과 1981년에 각각 대체되었다. 고액 지폐는 1980년대와 90년대 동안 도입되었다. 5000 리라는 1981년, 10,000 리라는 1982년, 20,000 리라는 1988년, 50,000 리라는 1989년, 100,000 리라는 1991년, 250,000 리라는 1992년, 500,000 리라는 1993년, 1,000,000 리라는 1995년, 5,000,000 리라는 1997년, 10,000,000 리라는 1999년, 20,000,000 리라는 2001년에 도입되었다. "E7 발행 그룹" 지폐의 고액 지폐(1992년의 250,000 TL과 나중에 높은 가치의 지폐)는 신 리라를 1,000,000 리라 = 1 신 리라의 비율로 튀르키예 공화국 중앙은행 지점에서 그들이 가치가 없어진 후인 2015년 12월 31일까지 교환할 수 있다. 50,000 리라 지폐는 2009년 11월 4일에 상환할 수 있는 것이 중단될 것이고, 100,000 리라 지폐는 2011년 11월 4일까지 중단될 것이다.

### 1번째 발행 그룹
| 발행 1 지폐(1927년 - 1939년) | 발행 1 지폐(1927년 - 1939년) | 발행 1 지폐(1927년 - 1939년) | 발행 1 지폐(1927년 - 1939년) | 발행 1 지폐(1927년 - 1939년) | 발행 1 지폐(1927년 - 1939년)                  | 발행 1 지폐(1927년 - 1939년) | 발행 1 지폐(1927년 - 1939년) |
| 그림                         | 그림                         | 가치                         | 크기                         | 색                           | 설명                                          | 설명                         | 설명                         |
| 앞면                         | 뒷면                         | 가치                         | 크기                         | 색                           | 앞면                                          | 뒷면                         |                              |
| ---------------------------- | ---------------------------- | ---------------------------- | ---------------------------- | ---------------------------- | --------------------------------------------- | ---------------------------- | ---------------------------- |
|                              |                              | 1 리라                       | 90 × 166 mm                  | 황록색                       | 국회의사당, 앙카라 성(城), 쟁기질하는 농부    | 튀르키예 총리실의 옛 건물    |                              |
|                              |                              | 5 리라                       | 94 × 170 mm                  | 다크 블루                    | 앙카라 성, 회색 늑대과 국회의사당             | 앙카라에 있는 다리           |                              |
|                              |                              | 10 리라                      | 99 × 175 mm                  | 엷은 자색                    | 앙카라 성, 회색 늑대                          | 앙카라 성                    |                              |
|                              |                              | 50 리라                      | 108 × 185 mm                 | 갈색, 황록색                 | 무스타파 케말 아타튀르크                      | 아피온                       |                              |
|                              |                              | 100 리라                     | 112 × 189 mm                 | 황록색                       | 무스타파 케말 아타튀르크                      | 마을                         |                              |
|                              |                              | 500 리라                     | 120 × 194 mm                 | 갈색, 노란색                 | Gökmedrese of Sivas, 무스타파 케말 아타튀르크 | 시바스                       |                              |
|                              |                              | 1.000 리라                   | 124 × 201 mm                 | 다크 블루                    | 무스타파 케말 아타튀르크                      | 사카르야으로 가는 철도 전망  |                              |

### 6번째 발행 그룹
| 발행 6 지폐(1970년대) | 발행 6 지폐(1970년대) | 발행 6 지폐(1970년대) | 발행 6 지폐(1970년대) | 발행 6 지폐(1970년대) | 발행 6 지폐(1970년대)    | 발행 6 지폐(1970년대)               | 발행 6 지폐(1970년대) |
| 그림                  | 그림                  | 가치                  | 크기                  | 색                    | 설명                     | 설명                                | 설명                  |
| 앞면                  | 뒷면                  | 가치                  | 크기                  | 색                    | 앞면                     | 뒷면                                |                       |
| --------------------- | --------------------- | --------------------- | --------------------- | --------------------- | ------------------------ | ----------------------------------- | --------------------- |
|                       |                       | 5 리라                | 135 × 60 mm           | 자주색                | 무스타파 케말 아타튀르크 | 안탈리아 마나브가트 폭포            |                       |
|                       |                       | 10 리라               | 140 × 65 mm           | 황록색                | 무스타파 케말 아타튀르크 | 이스탄불 소녀의 탑,                 |                       |
|                       |                       | 20 리라               | 143 × 66 mm           | 빨간색, 갈색          | 무스타파 케말 아타튀르크 | 앙카라 안느트카비르                 |                       |
|                       |                       | 50 리라               | 160 × 71 mm           | 갈색                  | 무스타파 케말 아타튀르크 | 토프카프 궁전에 있는 분수, 이스탄불 |                       |
|                       |                       | 100 리라              | 170 × 77 mm           | 녹색, 갈색            | 무스타파 케말 아타튀르크 | 아라랏 산                           |                       |
|                       |                       | 500 리라              | 170 × 80 mm           | 파란색, 황록색        | 무스타파 케말 아타튀르크 | 이스탄불 대학교 입구                |                       |
|                       |                       | 1000 리라             | 170 × 82 mm           | 보라색                | 무스타파 케말 아타튀르크 | 보스포루스 다리, 이스탄불           |                       |

### 7번째 발행 그룹

#### 1980년대 시리즈
| 발행 7 지폐 (1980년대)                       | 발행 7 지폐 (1980년대)                       | 발행 7 지폐 (1980년대) | 발행 7 지폐 (1980년대)                         | 발행 7 지폐 (1980년대)                            | 발행 7 지폐 (1980년대)   | 발행 7 지폐 (1980년대)                                                                                              | 발행 7 지폐 (1980년대) |
| 그림                                         | 그림                                         | 가치                   | 크기                                           | 색                                                | 설명                     | 설명 | 설명                   |
| 앞면                                         | 뒷면                                         | 가치                   | 크기                                           | 색                                                | 앞면                     | 뒷면 |                        |
| -------------------------------------------- | -------------------------------------------- | ---------------------- | ---------------------------------------------- | ------------------------------------------------- | ------------------------ | --- | ---------------------- |
|                                              |                                              | 10 리라                | 122 × 55 mm                                    | 분홍색, 황록색                                    | 무스타파 케말 아타튀르크 | 초등학생들과 그와의 만남.                                                                                           |                        |
|                                              |                                              | 100 리라               | 131 × 61 mm                                    | 빨간색, 갈색                                      | 무스타파 케말 아타튀르크 | 튀르키예의 국가와 그의 출생지와 함께 있는 메메드 아키프 에르소이                                                    |                        |
|                                              |                                              | 500 리라               | 140 × 72 mm                                    | 파란색                                            | 무스타파 케말 아타튀르크 | 이즈미르의 시계탑                                                                                                   |                        |
|                                              |                                              | 1 000 리라             | 140 × 72 mm                                    | 보라색                                            | 무스타파 케말 아타튀르크 | 메메드 2세와 함께 있는 오래된 이스탄불 스카이라인                                                                   |                        |
| 1번째 버전 · 2번째와 3번째 버전 · 4번째 버전 | 1번째 버전 · 2번째와 3번째 버전 · 4번째 버전 | 5 000 리라             | 1번째 버전: 140 × 72 mm 나중 버전: 146 × 72 mm | 1번째 버전: 갈색, 주황색, 파란색 나중: 녹색, 갈색 | 무스타파 케말 아타튀르크 | 1번째 버전: 메블라나 박물관, 코냐 2번째와 3번째 버전: 메블라나와 같은 곳 4번째 버전: Afşin - Elbistan의 화력 발전소 |                        |
|                                              |                                              | 10 000 리라            | 146 × 72 mm                                    | 자주색, 녹색                                      | 무스타파 케말 아타튀르크 | 이스탄불 쉴레이마니예 모스크와 함께 있는 건축가 시난                                                                |                        |
|                                              |                                              | 20 000 리라            | 152 × 76 mm                                    | 빨간색, 보라색                                    | 무스타파 케말 아타튀르크 | 한국은행의 메인 건물, 앙카라                                                                                        |                        |
|                                              |                                              | 50 000 리라            | 152 × 76 mm                                    | 녹색                                              | 무스타파 케말 아타튀르크 | 튀르키예 대국민 의회, 앙카라                                                                                        |                        |

#### 1990-2005년 시리즈
지폐는 위조 방지 장치를 부여했다. 100,000 TL, 250,000 TL, 500,000 TL, 1,000,000 TL의 최근 버전은 인플레이션 때문에 색변환잉크가 없어졌다.
| 발행 8 지폐 (1990–2005년) | 발행 8 지폐 (1990–2005년) | 발행 8 지폐 (1990–2005년) | 발행 8 지폐 (1990–2005년) | 발행 8 지폐 (1990–2005년)       | 발행 8 지폐 (1990–2005년)                           | 발행 8 지폐 (1990–2005년)                       | 발행 8 지폐 (1990–2005년) |
| 그림                      | 그림                      | 가치                      | 크기                      | 색                              | 설명                                                | 설명                                            | 설명                      |
| 앞면                      | 뒷면                      | 가치                      | 크기                      | 색                              | 앞면                                                | 뒷면                                            |                           |
| ------------------------- | ------------------------- | ------------------------- | ------------------------- | ------------------------------- | --------------------------------------------------- | ----------------------------------------------- | ------------------------- |
|                           |                           | 100 000 리라              | 158 × 76 mm               | 갈색/녹색                       | 케말 아타튀르크                                     | 초등학생들과 그와의 만남.                       |                           |
|                           |                           | 250 000 리라              | 158 × 76 mm               | 파란색                          | 무스타파 케말 아타튀르크                            | 크즐쿨레, 알라니아                              |                           |
|                           |                           | 500 000 리라              | 160 × 76 mm               | 자주색, 보라색                  | 무스타파 케말 아타튀르크                            | 갈리폴리 전투 기념비, 차나칼레                  |                           |
|                           |                           | 1 000 000 리라            | 160 × 76 mm               | 클라렛 레드, 파란색             | 무스타파 케말 아타튀르크                            | 아타튀르크 댐 (남동 아나톨리아 프로젝트의 일환) |                           |
|                           |                           | 5 000 000 리라            | 162 × 76 mm               | 파스텔 옐로우와 푸르스름한 갈색 | 무스타파 케말 아타튀르크                            | 아니트카비르, 앙카라                            |                           |
|                           |                           | 10 000 000 리라           | 162 × 76 mm               | 빨간색                          | 튀르키예의 국기의 실루엣과 무스타파 케말 아타튀르크 | 피리 레이스 지도                                |                           |
|                           |                           | 20 000 000 리라           | 162 × 76 mm               | 녹색                            | 무스타파 케말 아타튀르크                            | 에베소의 폐허                                   |                           |

### 8번째 발행 그룹
과도기인 2005년 2005년 1월 1일에서 2008년 12월 31일 사이, 두 번째 리라는 튀르키예에서 공식적으로 "신 리라"(New Lira)로 불렸다. 중앙은행에 의해 "E-8 발행 그룹"으로 일컬어진 지폐는 2005년에 1, 5, 10, 20, 50, 100 신 리라의 종류로 도입되었다. 저액 지폐(1, 5, 10, 20 리라)가 옛 지폐를 대체하고 매우 유사한 디자인으로 사용되는 동안, 50, 100 신 리라 지폐는 구 화폐에서 같은 가치를 지닌 지폐가 없었다. 모든 지폐는 무스타파 케말 아타튀르크의 갖가지 모습과 튀르키예의 여러 가지 역사적 장소 등을 보여준다.
| 발행 8 지폐 | 발행 8 지폐 | 발행 8 지폐 | 발행 8 지폐 | 발행 8 지폐                 | 발행 8 지폐                              | 발행 8 지폐                                     | 발행 8 지폐 |
| 그림        | 그림        | 가치        | 크기        | 색                          | 설명                                     | 설명                                            | 설명        |
| 앞면        | 뒷면        | 가치        | 크기        | 색                          | 앞면                                     | 뒷면                                            |             |
| ----------- | ----------- | ----------- | ----------- | --------------------------- | ---------------------------------------- | ----------------------------------------------- | ----------- |
|             |             | 1 리라      | 160 × 76 mm | 클라렛 레드, 파란           | 케말 아타튀르크                          | 아타튀르크 댐 (남동 아나톨리아 프로젝트의 일환) |             |
|             |             | 5 리라      | 162 × 76 mm | 파스텔 옐로우와 초록빛 갈색 | 케말 아타튀르크                          | 앙카라 아타튀르크 묘,                           |             |
|             |             | 10 리라     | 162 × 76 mm | 빨간색                      | 튀르키예의 국기 실루엣과 케말 아타튀르크 | 피리 레이스 지도                                |             |
|             |             | 20 리라     | 162 × 76 mm | 녹색                        | 케말 아타튀르크                          | 에베소의 폐허                                   |             |
|             |             | 50 리라     | 152 × 81 mm | 주황색                      | 케말 아타튀르크                          | 카파도키아                                      |             |
|             |             | 100 리라    | 158 × 81 mm | 파란색                      | 케말 아타튀르크                          | 이삭 파샤 궁전                                  |             |

### 9번째 발행 그룹
새로운 지폐 시리즈인 "E-9 발행 그룹"은 2009년 1월 1일부터 시중에 유통됐다. 한편, 기존의 지폐 E-8 그룹은 2009년 12월 31일까지만 유효하다. 또한 2019년 12월 31일까지 E-8 지폐를 새 지폐로 교환할 수 있다. E-9 지폐들은 "신 리라" 보다는 "리라"로서 화폐를 언급하고 새 200 리라 지폐가 포함된다. 새 지폐들은 위조 방지를 위해 다른 크기를 가지고 있다. 이 새로운 시리즈의 주된 특이한 점은 각 액면마다 튀르키예의 지리적 유적과 건축적인 특징보다 튀르키예의 유명한 인물을 표사한다는 것이다.
|  |  | 5   | 130 × 64 |  | Brown  | Mustafa Kemal Atatürk | Aydın Sayılı: solar system, atom, left-handed Z-DNA helix.                                                                     | Mustafa Kemal Atatürk, value | 2009년 1월 1일 |
|  |  | 5   | 130 × 64 |  | Purple | Mustafa Kemal Atatürk | Aydın Sayılı: solar system, atom, left-handed Z-DNA helix.                                                                     | Mustafa Kemal Atatürk, value | 2013년 4월 8일 |
|  |  | 10  | 136 × 64 |  | Red    | Mustafa Kemal Atatürk | Cahit Arf: Arf invariant, arithmetic series, abacus, binary sequence                                                           | Mustafa Kemal Atatürk, value | 2009년 1월 1일 |
|  |  | 20  | 142 × 68 |  | Green  | Mustafa Kemal Atatürk | Architect Kemaleddin: Gazi University main building, aqueduct, circular motif and cube-globe-cylinder symbolizing architecture | Mustafa Kemal Atatürk, value | 2009년 1월 1일 |
|  |  | 50  | 148 × 68 |  | Orange | Mustafa Kemal Atatürk | Fatma Aliye Topuz: flower and literary figures                                                                                 | Mustafa Kemal Atatürk, value | 2009년 1월 1일 |
|  |  | 100 | 154 × 72 |  | Blue   | Mustafa Kemal Atatürk | Buhurizade Itri: musical notes, instruments and Mevlevi figure                                                                 | Mustafa Kemal Atatürk, value | 2009년 1월 1일 |
|  |  | 200 | 160 × 72 |  | Violet | Mustafa Kemal Atatürk | Yunus Emre: Yunus's mausoleum, rose, pigeon and the line "Sevelim, sevilelim" (Let us love, let us be loved)                   | Mustafa Kemal Atatürk, value | 2009년 1월 1일 |

## 같이 보기
- 튀르키예의 경제

## 추가 자료
- Krause, Chester L. and Clifford Mishler (1991). Standard Catalog of World Coins: 1801-1991 (18th ed. ed.). Krause Publications. ISBN 0-87341-150-1.
- Pick, Albert (1994). Standard Catalog of World Paper Money: General Issues. Colin R. Bruce II and Neil Shafer (editors) (7th ed. ed.). Krause Publications. ISBN 0-87341-207-9.
- Sevket Pamuk (2000). 《A Monetary History of the Ottoman Empire》. Cambridge University Press. 0-521-44197-8.

## 참고 문헌
- “Türk Lirası’nda yeni yüzler”. 《NTV-MSNBC》 (튀르키예어). Anadolu Agency. 2008년 10월 3일. 2009년 1월 6일에 확인함.